# Untouchables (álbum)
Untouchables é o quinto álbum de estúdio da banda estadunidense de nu metal Korn, lançado a 11 de Junho de 2002.
O disco estreou-se no nº 2 da Billboard 200 com uma venda de 434 mil cópias.
O álbum recebeu igualmente críticas positivas por parte de algumas revistas de música.

## Faixas
| Edição regular |                     |         |  |
| N.º            | Título              | Duração |  |
| 1.             | "Here to Stay"      | 4:30    |  |
| 2.             | "Make Believe"      | 4:37    |  |
| 3.             | "Blame"             | 3:50    |  |
| 4.             | "Hollow Life"       | 4:09    |  |
| 5.             | "Bottled Up Inside" | 4:00    |  |
| 6.             | "Thoughtless"       | 4:32    |  |
| 7.             | "Hating"            | 5:10    |  |
| 8.             | "One More Time"     | 4:39    |  |
| 9.             | "Alone I Break"     | 4:16    |  |
| 10.            | "Embrace"           | 4:27    |  |
| 11.            | "Beat It Upright"   | 4:15    |  |
| 12.            | "Wake Up Hate"      | 3:12    |  |
| 13.            | "No One's There"    | 9:24    |  |
| Duração total: | Duração total:      | 65:00   |  |

## Créditos
- Jonathan Davis - Vocal
- Fieldy - Baixo
- James Shaffer - Guitarra
- Brian Welch - Guitarra
- David Silveria - Bateria